# Hymenophyllum diversilobum
Hymenophyllum diversilobum är en hinnbräkenväxtart som först beskrevs av Presl, och fick sitt nu gällande namn av Fée. Hymenophyllum diversilobum ingår i släktet Hymenophyllum och familjen Hymenophyllaceae. Inga underarter finns listade.